# Basilio Boioanes

Temas (provincias) bizantinos en el 1025.

Basilio, llamado Boioanes (Βασίλειος Βοϊωάννης) en griego y Bugiano en italiano, fue catapán de Italia (1017 - 1027) y uno de los más grandes generales bizantinos de su tiempo. 
Sus realizaciones permitieron al Imperio bizantino restablecerse como fuerza importante en Italia meridional después de siglos de declive. Con todo, los aventureros normandos introducidos por este general en la estructura de poder del Mezzogiorno serían los eventuales beneficiarios de este último auge bizantino en el sur de Italia. 

## Catapán de Italia
Desde su nombramiento como catapán de Italia por el emperador bizantino Basilio II en diciembre de 1017, Boioanes solicitó inmediatamente refuerzos de Constantinopla para luchar contra la insurrección lombarda del general Melo de Bari y de su tropa mercenaria normanda. La petición fue concedida: un destacamento de la fuerza de élite del emperador, la Guardia Varega fue enviada a Italia. Los dos ejércitos se encontraron frente a frente en el río Ofanto cerca de Cannas, el lugar de la famosa victoria de Aníbal sobre los romanos dirigidos por los cónsules Cayo Terencio Varrón y Lucio Emilio Paulo, en el marco de la segunda guerra púnica en 216 a. C. En la segunda batalla de Cannas, Basilio Boioanes alcanzó una victoria igualmente decisiva.
Boioanes protegió sus ganancias inmediatamente, construyendo una gran fortaleza en el paso de los Apeninos que guardaban la entrada a la llanura de la Apulia. La ciudad-fortaleza de Troia, denominada así en honor de la antigua ciudad de Asia Menor, fue guarnecida por el propio contingente de tropas normandas de Boioanes en 1019. Pronto, todo el Mezzogiorno se había sometido a la autoridad bizantina, a excepción del Ducado de Benevento, que seguía siendo fiel al Papado. 
Asustado por el cambio de signo en el juego político en el sur de Italia, el papa Benedicto VIII fue al norte, al corazón del Sacro Imperio Romano Germánico, en 1020 y se reunió en Bamberg para parlamentar con el emperador del Sacro Imperio, Enrique II. El emperador no tomó ninguna medida inmediata, pero los acontecimientos del año siguiente, lo convencieron para intervenir: Boioanes y su nuevo aliado, el príncipe Pandulfo IV de Capua marcharon contra el cuñado de Melo, Dato de Bari, y lo capturaron en su torre-fortaleza sobre la desembocadura del río Garellano. El 15 de junio de 1021, Dato fue ajusticiado metido en un saco con dinero, un gallo y una serpiente lanzándolo al mar. Al siguiente año, en respuesta, un ejército imperial enorme marchó al sur para atacar la nueva fortaleza de Troia. La guarnición aguantó el envite y no se rindió. Boioanes concedió privilegios de ciudad para Troia por su lealtad.
En 1025, Basilio Boioanes se preparaba para conducir a una expedición contra el Emirato de Sicilia con el emperador Basilio II, cuando este gran emperador murió. Constantino VIII, hermano menor suyo, coemperador y sucesor de Basilio II, canceló la expedición, y el catapán fue al norte de su territorio en auxilio de Pandulfo IV para retomar Capua, que el sacro emperador Enrique II había capturado tres años antes. Boioanes ofreció al príncipe de Capua puesto por los germanos, Pandulfo V, paso seguro a Nápoles y aceptó su rendición en mayo de 1026. Ésta iba a ser su última campaña importante. En 1027, lo llamaron a Constantinopla, resignando el cargo de catapán. Los siguientes catapanes apenas alcanzaron el estándar de eficacia militar que él fijó. Durante el siglo siguiente, la influencia bizantina en Italia disminuyó constantemente hasta su desaparición. 
En 1041 nombraron al hijo de Basilio Boioanes, Exaugusto, catapán de Italia como su padre, pero no duró ni un año en ese puesto.